# Datai (sockenhuvudort i Kina, Hebei Sheng, lat 38,98, long 114,37)
Datai är en sockenhuvudort i Kina. Den ligger i provinsen Hebei, i den norra delen av landet, omkring 200 kilometer sydväst om huvudstaden Peking. Antalet invånare är 10 975. Befolkningen består av 5 332 kvinnor och 5 643 män. Barn under 15 år utgör 20,0 %, vuxna 15-64 år 68 %, och äldre över 65 år 10,0 %.
Runt Datai är det ganska tätbefolkat, med 78 invånare per kvadratkilometer. Närmaste större samhälle är Wanglinkou, 17,8 km söder om Datai. I omgivningarna runt Datai växer i huvudsak buskskog.
Genomsnittlig årsnederbörd är 666 millimeter. Den regnigaste månaden är juli, med i genomsnitt 187 mm nederbörd, och den torraste är januari, med 4 mm nederbörd.